# 勒莫内捷莱班
勒莫内捷莱班（法語：Le Monêtier-les-Bains，發音：[lə mɔnɛtje le bɛ̃] ⓘ）是法国上阿尔卑斯省布里扬松区的市镇，位于该省东北部，面积97.87平方千米，2022年1月1日人口为968人。

## 地理
勒莫内捷莱班（44°58'34"N, 6°30'31"E）面积97.87平方千米，位于法国普罗旺斯-阿尔卑斯-蓝色海岸大区上阿尔卑斯省，该省份为法国东南部内陆省份，北起萨瓦省，西北接伊泽尔省，西南接德龙省，南至上普罗旺斯阿尔卑斯省，东北部与意大利接壤。
与勒莫内捷莱班接壤的市镇（或旧市镇、城区）包括：拉格拉沃、内瓦什、拉萨勒莱萨尔普、维拉尔达雷讷、瓦卢瓦尔、瓦卢伊斯-佩尔武。
勒莫内捷莱班的时区为UTC+01:00、UTC+02:00（夏令时）。

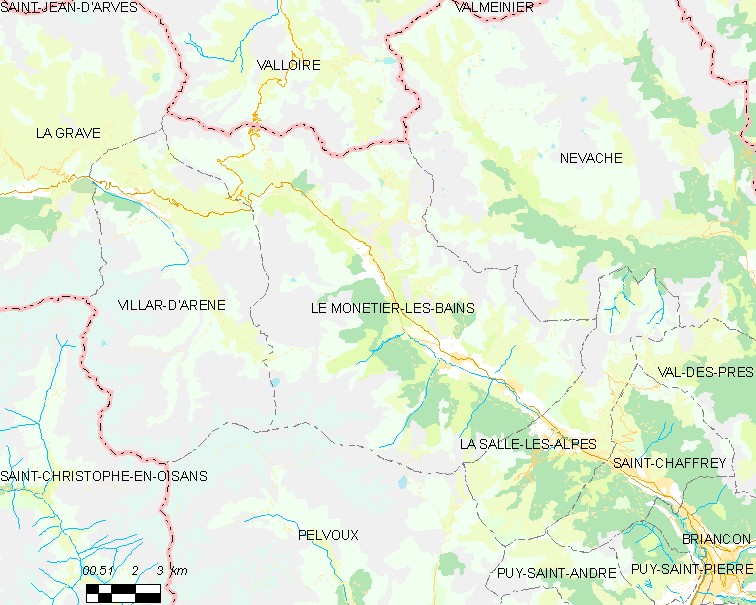
勒莫内捷莱班的OSM定位图

## 行政
勒莫内捷莱班的邮政编码为05220，INSEE市镇编码为05079。

## 政治
勒莫内捷莱班所属的省级选区为布里扬松第一县。

## 人口

1962-2008年间勒莫内捷莱班人口变化图示

勒莫内捷莱班于2022年1月1日时的人口数量为968人。